# لجأة الخشب
لجأة الخشب (الاسم العلمي: Glyptemys insculpta)، نوع من السلاحف المستوطنة في أمريكا الشمالية. وهو ينتمي إلى جنس اللجأة المنقية، الجنس لا يحتوي إلا على نوع واحد آخر من اللجآت: لجأة المستنقعات (Glyptemys muhlenbergii). يصل أقصى طول اللجأة الخشبية من 14 إلى 20 سنتيمترًا (من 5.5 إلى 7.9 بوصة).